# Гай Фаний (трибун 59 пр.н.е.)
Гай Фаний (на латински: Gaius Fannius) е политик на Римската република през края на 1 век пр.н.е. Произлиза от фамилията Фании.
През 59 пр.н.е. той е народен трибун по време на консулата на Юлий Цезар и Бибул.